# Километар на час
Километар на час или километар на сат (симбол: km/h, km/h, km·h−1 или km h−1) је изведена јединица за мјерење брзине према СИ систему. Означава број километара које пређе неко тијело за један час.

## Симбол
Симбол за километар на час у СИ систему је km/h, а ријеђе се користи km/h, km·h−1 или km h−1. У неким земљама се користе и симболи: km/hr, kmph или kph.

## Примјена
Километар на час се најчешће користи у саобраћају. У аутомобиле се уграђују уређаји за мјерење вриједности брзине - брзинометри, који најчешће мјери вриједност брзине у километрима на час или миљама на час. Такође, на саобраћајним знаковима за ограничење брзине најчешће је написан број који означава брзину у километрима на час коју возач не смије да пређе.
- Ограничење - 100 km на час (Мађарска)
- Ограничење - 30 km на час (Шведска)
- Ограничење - 50 km на час (Ирска)
- Ограничење - 60 km на час (УАЕ)
- Ограничење у миљама на час (15) и километрима на час (24) (Самоа)

## Конверзација јединица
- {\displaystyle 3,6{\frac {km}{h}}=1{\frac {m}{s}}} - метар у секунди;
- {\displaystyle 1{\frac {km}{h}}\approx 0,2{\dot {7}}{\frac {m}{s}}\approx 0,278{\frac {m}{s}}};

- {\displaystyle 1{\frac {km}{h}}\approx 0,62137{\dot {2}}\,mph\approx 0,62\,mph} - миља на час;
- {\displaystyle 1{\frac {km}{h}}\approx 0,9113{\dot {4}}{\frac {ft}{s}}\approx 0,91{\frac {ft}{s}}} - стопа у секунди;
- {\displaystyle 1{\frac {km}{h}}\approx 0,539958{\dot {3}}\,knot\approx 0,54\,knot} - морске миље на час, тј. чвор.